# 斯多含
斯多含（したがん、547年? - 563年?）は、新羅の花郎に属した武将。第17代奈勿尼師今の7世孫であり、姓は金。出自が尊く品性に優れていたことから花郎に奉じられた。

## 生涯
562年9月に新羅が大伽耶（高霊伽耶）を討とうとした戦役にあたって、主将の異斯夫とともに副将として従軍した。このとき斯多含は15,6歳であり本来ならば年若のために従軍は許されないところだが、真興王に願い出て特に許されたという。斯多含は5千騎を率いて旃檀門より突入し、大伽耶はただちに降伏した。これにより伽耶諸国は新羅に完全に制圧され、斯多含の戦功は真興王に高く評価された。恩賞として伽耶人の捕虜300人（或いは200人とも）と田地を賜ったが、捕虜は奴婢にせず、すべて良民として解放し、田地については三度固辞した後に不毛の地だけを受領した。新羅の人々はこの行為を褒め称えたという。
斯多含は花郎の一人と命を懸けた友情を誓い合っており、この花郎が病没した際、7日間慟哭して後を追うように死んだという。享年17。